# Pontotoc
Pontotoc is een plaats (city) in de Amerikaanse staat Mississippi, en valt bestuurlijk gezien onder Pontotoc County.

## Demografie
Bij de volkstelling in 2000 werd het aantal inwoners vastgesteld op 5253.
In 2006 is het aantal inwoners door het United States Census Bureau geschat op 5917, een stijging van 664 (12.6%).

## Geografie
Volgens het United States Census Bureau beslaat de plaats een oppervlakte van
24,9 km², waarvan 24,5 km² land en 0,4 km² water.

## Plaatsen in de nabije omgeving
De onderstaande figuur toont nabijgelegen plaatsen in een straal van 24 km rond Pontotoc.

## Geboren
- Robert Pitts (1919-2011), basketballer
- Thad Cochran (1937-2019), politicus
- Delaney Bramlett (1939-2008), songwriter, zanger en muziekproducent
- Roger Wicker (1951), senator voor Mississippi